# Xitun
Xitun (chiń. upr. 西屯区; chiń. trad. 西屯區; pinyin Xītún qū; Wade-Giles Hsi-t’un ch’ü) – dzielnica (chiń. 區, qū) w rejonie miejskim miasta wydzielonego Taizhong na Tajwanie. 
23 czerwca 2009 komitet przy Ministrze Spraw Wewnętrznych Republiki Chińskiej zarekomendował scalenie dotychczasowego powiatu Taizhong (chiń. trad. 臺中縣; pinyin Táizhōng xiàn) i miasta Taizhong (chiń. trad. 臺中市; pinyin Táizhōng xiàn) w miasto wydzielone (chiń. 直轄市, zhíxiáshì); dotychczasowe dzielnice (chiń. 區, qū) miasta Taizhong, jak Xitun, stały się dzielnicami miasta wydzielonego. Ustawa weszła w życie 25 grudnia 2010 roku.
Populacja dzielnicy Xitun w 2016 roku liczyła 224 601 mieszkańców – 116 471 kobiet i 108 130 mężczyzn. Liczba gospodarstw domowych wynosiła 84 391, co oznacza, że w jednym gospodarstwie zamieszkiwało średnio 2,66 osób.

## Demografia (2011–2016)
| Rok  | Liczba ludności | Gęstość zaludnienia | Kobiety | Mężczyźni | Gospodarstwa domowe |
| ---- | --------------- | ------------------- | ------- | --------- | ------------------- |
| 2011 | 209 672         | 5261                | 108 306 | 101 366   | 75 056              |
| 2012 | 212 750         | 5339                | 110 011 | 102 739   | 76 920              |
| 2013 | 215 485         | 5407                | 111 527 | 103 958   | 78 576              |
| 2014 | 218 540         | 5484                | 113 276 | 105 264   | 80 619              |
| 2015 | 221 785         | 5565                | 114 894 | 106 891   | 82 387              |
| 2016 | 224 601         | 5636                | 116 471 | 108 130   | 84 391              |